# Arthur Ulrichs

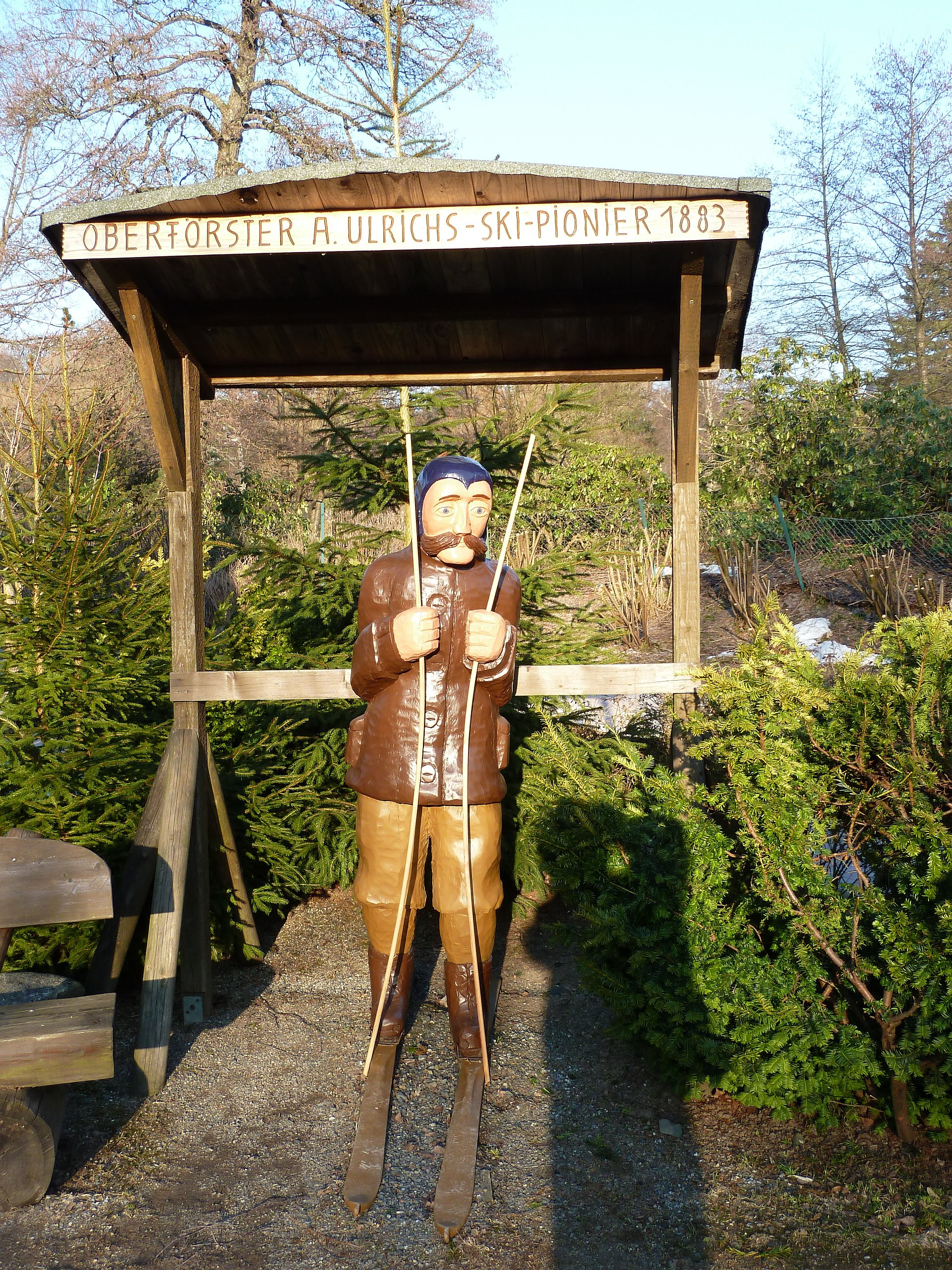
Denkmal vor dem Heimatmuseum in Braunlage

Arthur Ulrichs (* 8. Dezember 1838 in Fürstenberg a.d. Weser; † 22. April 1927 in Braunlage) war ein deutscher Forstmann. Er führte das Skilaufen im Harz ein und war damit der Erste, der Skifahren systematisch in Deutschland betrieb.

## Überregionale Bedeutung
Arthur Ulrichs wirkte von 1879 bis 1888 als Oberförster im Braunlager Forst. Im Winter 1883 hatte ein Sturm große Waldschäden verursacht, die zeitnah geschätzt werden mussten. Da man im hohen Schnee, trotz der Truger (Schneeschuhe), nur beschwerlich vorankam, lagen die Schätzungen regelmäßig bis zum Vierfachen falsch.
Um die Arbeit im verschneiten Forst zu vereinfachen, ließ Ulrichs beim ortsansässigen Stellmacher nach norwegischem Vorbild die ersten Harzer Skier bauen. Der Vorteil der Ski gegenüber den Schneeschuhen war schnell nachgewiesen.
Zur Vorbereitung der künftigen Forstarbeiter auf die Anwendung dieser neuen Arbeitshilfe und da sich andererseits das Skifahren als geeignete Körperertüchtigung erwies, wurde im Winter 1890 das Schulfach „Ski-Fahren“ in Braunlage eingeführt. Im September 1892 gehörte Ulrichs zu den 16 Gründungsvätern des „Skiclubs-Braunlage“ (WSV Braunlage von 1892 e.V.), des ältesten noch heute existierenden Skiklubs. Auch die Gründung des „Oberharzer Skiclubs“ (19. Februar 1896) – ab 1927 Harzer Skiverband – auf dem Brocken ist auf ihn zurückzuführen.

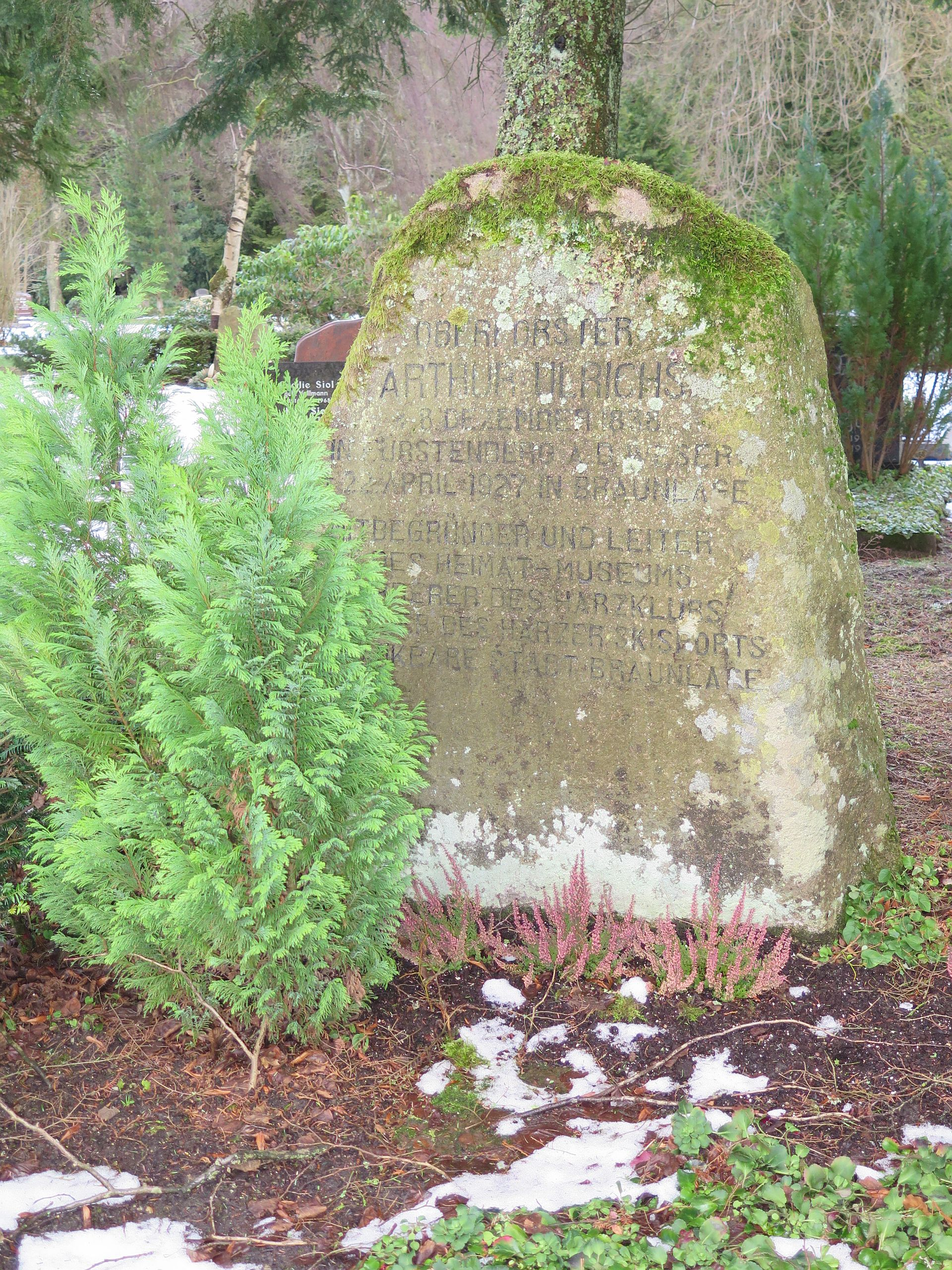
Grabstein in Braunlage

## Regionale Bedeutung
Arthur Ulrichs gehörte am 9. September 1887 zu den Gründern des Harzklub-Zweigvereins Braunlage.
Im Jahre 1913 begann er, zusammen mit dem Landschaftsmaler Thomas und dem Lehrer Schmidts, bei den Einwohnern erhaltenswerte alte Gegenstände für ein Heimatmuseum zu sammeln. Als Mitgründer des Museumsvereins übernahm er die Rolle des Achtsmannes und leitete das 1916 eröffnete Museum bis zu seinem Tode. Das heutige Heimat- und FIS-Skimuseum zeigt noch die seinerzeit gesammelten Exponate.
Des Weiteren schrieb er verschiedene Berichte für diverse Reiseführer sowie ein Wörterbuch der Braunlager Mundart.

## Belege
1. ↑  Eerke U. Hamer: Arthur Ulrichs oder die Entdeckung sportlicher Winterfrische im Harz (= Materialien zur Niedersächsischen Sportgeschichte. Niedersächsisches Institut für Sportgeschichte Bd. 6). Hoya: NISH 1998. ISBN 3-932423-03-8

| Personendaten    | Personendaten                                            |
| ---------------- | -------------------------------------------------------- |
| NAME             | Ulrichs, Arthur                                          |
| KURZBESCHREIBUNG | deutscher Forstmann und Initiator des Skifahrens im Harz |
| GEBURTSDATUM     | 8. Dezember 1838                                         |
| GEBURTSORT       | Fürstenberg a.d. Weser                                   |
| STERBEDATUM      | 22. April 1927                                           |
| STERBEORT        | Braunlage                                                |